# 下村一喜
下村 一喜（しもむら かずよし、1973年6月25日 - ）は、日本の写真家。兵庫県宝塚市生まれ。

## 評価
- コマーシャル・フォト「100PHOTOGRAPHERS 2005」に選出される。
- コマーシャル・フォト「100PHOTOGRAPHERS 2006」に選出される。
- コマーシャル・フォト「200PHOTOGRAPHERS 2008」に選出される。

## エピソード
山口小夜子と高木由利子のプロジェクト蒙古斑革命の対談の中で、山口は下村の美の構築の方法や知識を持って表現される彼の作品、それに取り組む彼の姿勢がフランス人アーティスト、セルジュ・ルタンスと相通じると絶賛していた。